# Rumpel-Leede-Test
Der Rumpel-Leede-Test ist eine medizinische Untersuchung, um die Stabilität der Kapillaren (die Kapillarresistenz) sowie die Funktionstüchtigkeit der Thrombozyten zu überprüfen. Der Rumpel-Leede-Test wird auch als Rumpel-Leedescher Stauungsversuch, Rumpel-Konchalevskii-Leede Zeichen, Grocco-Frugoni Zeichen, Rumpel-Leede-Fragilitätstest oder Tourniquet-Test sowie im englischen Sprachraum als Hess Test bezeichnet.
Dieses einfache diagnostische Verfahren ermittelt Hinweise auf eine erhöhte Verletzlichkeit der Kapillaren sowie Anzahl und Funktionalität von Thrombozyten. Ein positives Testergebnis kann ein Hinweis auf eine vaskuläre Blutungsneigung oder eine fehlende Wirkung der Thrombozyten sein. Letztere kann entweder auf einer verminderten Thrombozytenzahl (Thrombozytopenie) oder einer Thrombozytenfunktionsstörung (Thrombozytopathie) beruhen. Zu den Krankheitsbildern, die zu einem positiven Rumpel-Leede Test führen können gehören die Leukämie, Morbus Cushing, Skorbut und die Vaskulitis. Positive Tests findet man auch bei Scharlach und der Idiopathischen thrombozytopenischen Purpura.
Der Rumpel-Leede-Test wird durchgeführt, indem eine Blutdruckmanschette am Oberarm des Patienten angelegt und auf einen Druck zwischen diastolischem und systolischem Blutdruck aufgeblasen wird (optimal: 90 mmHg). Nach 10 Minuten wird die Manschette wieder entfernt und der Arm auf petechiale Blutungen untersucht. Der Test ist positiv, wenn unterhalb der Stauung mehr als 10 Petechien nachweisbar sind (Rumpel-Leedesches Zeichen).
Die geläufigste Bezeichnung dieser diagnostischen Methoden geht auf die Erstbeschreiber Theodor Rumpel und Carl Stockbridge Leede benannt. Rumpel veröffentlichte im Jahr 1909 eine Arbeit über Petechien bei Scharlachpatienten. Stockbridge Leede beschrieb das bis heute unverändert durchgeführte Verfahren in der im Jahr 1911 deutschsprachig publizierten Arbeit „Hautblutungen durch Stauung hervorgerufen als diagnostisches Hilfsmittel“.
Ein alternativer Test zur Überprüfung der Funktionsfähigkeit der Thrombozyten ist die Thrombozytenaggregometrie.